# Дворниченко, Андрей Юрьевич
Андре́й Ю́рьевич Дворниче́нко (род. 5 июня 1957, Ставрополь) — советский и российский историк, доктор исторических наук (1993), профессор (1995), декан исторического факультета СПбГУ (2001—2011) и заведующий кафедрой истории России с древнейших времён до XX века (с 2003). В 2011–2022 годах занимал пост проректора СПбГУ по научной работе — директора Музейного комплекса университета.
Основной областью специализации является история России, а точнее — Древнерусского государства, а также Великое княжество Литовское, кроме того исследователь занимается украинской историей, казачеством, историографией и исторической географией Древней Руси.

## Биография

### Образование
Андрей Юрьевич окончил среднюю школу в городе Ставрополе, после чего год работал строительным рабочим. Затем он поступил на исторический факультет ЛГУ. Специализировался по кафедре истории СССР (ныне — истории России с древнейших времён до XX века).
Во время обучения занимался в семинаре профессора Владимира Васильевича Мавродина. Научным руководителем студента был другой крупный специалист по истории Древней Руси — Игорь Яковлевич Фроянов. В 1980 году, окончив факультет, Дворниченко был зачислен в аспирантуру. В 1983 году Андрей Юрьевич подготовил кандидатскую диссертацию «Городская община верхнего Поднепровья и Подвинья в XI—XV веках». Оппонентами при защите работы были ленинградский историк Юрий Георгиевич Алексеев (специалист по военной истории России, Древней Руси и эпохе Ивана III) и московский историк и археолог, специалист по Древней Руси и Смоленщине Леонид Васильевич Алексеев. Историк СПбГУ В. С. Брачев в своей книге о кафедре так описывает это событие:
Защита была «горячей». Если один из оппонентов Ю. Г. Алексеев согласился с выводами и наблюдениями диссертанта, то другой оппонент — московский учёный Л. В. Алексеев выступил против. В пользу нового концептуального подхода выступили: В. В. Мавродин, Г. Л. Курбатов, А. Л. Шапиро, В. М. Панеях. ВАК признала защиту вполне правомерной и в положенный срок утвердил диссертацию.

### Работа на факультете и научная деятельность
В 1982 году Дворниченко стал ассистентом на кафедре. В 1988 году, уже будучи кандидатом наук, получил учёное звание доцента. В годы учёбы и работы Андрей Юрьевич активно занимался общественной деятельностью: был председателем студенческого академического совета, начальником штаба гражданской обороны на факультете, был ответственным секретарём, а затем — председателем факультетской приёмной комиссии, заместителем декана по заочному, а также вечернему отделениям. За активную помощь факультету Дворниченко не раз награждался премиями и почётными грамотами.
В том же 1988 году в соавторстве с И. Я. Фрояновым Дворниченко выпустил книгу «Города-государства Древней Руси», которая стала итогом многолетней работы учёных. Труд имел и имеет важное значение для развития историографического направления, посвящённого изучению Древней Руси. Историки исследовали все земли древнерусского государства, показав становление в них особой политической единицы — города-государства. Авторы опровергли мнение об экономической несостоятельности отдельных русских земель, также в книге был уточнён характер княжеской власти в период распада Киевской Руси.
Параллельно с изучением русской истории у Дворниченко возник интерес к изучению истории Великого княжества Литовского. Первые статьи по этой теме Дворниченко написал, будучи аспирантом, а в 1993 году вышла монография Дворниченко «Русские земли Великого княжества Литовского (до начала XVI века). Очерки истории общины, сословий и государственности», которая легла в основу докторской диссертации учёного. Этот фундаментальный труд был отмечен ВАК как одна из трёх лучших диссертаций по гуманитарным наукам. Основным смыслом исследования стало показание перехода «от города-государства к сословно-аристократической монархии». Андрею Юрьевичу Дворниченко и его вкладу в изучение белорусской, литовской, украинской истории посвящена отдельная статья в «Энциклопедии Великого княжества Литовского».
Кроме того, интерес к Юго-Западному направлению вызвал у Дворниченко желание заниматься изучением Истории Украины, казацкой историей, историографией истории России. Дворниченко является автором нескольких учебных пособий по истории России.
В 1995 году Дворниченко было присвоено учёное звание профессора, а в 1998 году он стал первым заведующим кафедрой истории для преподавания на естественных и гуманитарных факультетах (общеуниверситетская кафедра). А. Ю. Дворниченко читал курсы по истории Украины и России, сейчас читает курс по историографии, также читает специальные курсы и ведёт семинары.

### Декан
С 2001 года Дворниченко исполнял обязанности, а в 2002 году решением Учёного совета сменил на посту декана факультета своего наставника Игоря Яковлевича Фроянова. В этом же году стал редактором исторической серии «Вестника СПбГУ». При нём на факультете появилась кафедра истории славянских и балканских стран, а в 2003-м он стал заведующим кафедрой истории России с древнейших времён до XX века — крупнейшей и одной из старейших на истфаке. В 2006 году Дворниченко возглавил редакционную коллегию «Трудов кафедры истории России с древнейших времён до XX века».
С именем Дворниченко связана модернизация факультета: появилось 6 новых кафедр, среди которых история славяно-балканских стран, предпринимательства и менеджмента и другие, открылись 2 новые специальности — искусствоведение и музеология, появилось 10 научных центров. Факультет остаётся одним из лидеров в области исторического и общегуманитарного высшего образования в Российской Федерации. В декабре 2007 года Дворниченко был переизбран деканом на второй срок.
26 сентября 2011 года спустя 10 лет пребывания в должности сложил с себя полномочия декана, при этом сохранив пост заведующего кафедрой. В 2011–2022 годах занимал пост проректора СПбГУ по научной работе — директора Музейного комплекса университета.
Читает лекционный курс «Историография истории России».
В марте 2022 года подписал обращение сотрудников СПбГУ в поддержку российского вторжения в Украину.

## Основные работы
А. Ю. Дворниченко — автор нескольких монографий, множества статей, рецензий и учебных пособий:
- Городская община верхнего Поднепровья и Подвинья в XI—XV веках // Дисс. канд. ист. наук. — Л., 1983.
- История СССР (с древнейших времён до XVIII века). Методические указания. — Л.: ЛГУ, 1986.
- Фроянов И. Я., Дворниченко А. Ю. Города-государства Древней Руси / Ленинградский государственный университет имени А. А. Жданова. — Л.: Изд-во Ленингр. ун-та, 1988. — 272 с. — 8000 экз. — ISBN 5-288-00115-4.
- Князь Свидригайло и западнорусские городские общины // Проблемы отечественной истории. Межвуз. сб. — Вып. 11: Генезис и развитие феодализма в России. — ЛГУ, 1988.
- «Крещение» 988 года (совм. с проф. Ю. В. Кривошеевым) // Политехник. — 1988. — № 13.
- Рюриковичи: Биографические очерки (совм. с проф. А. Я. Дегтярёвым и проф. И. Я. Фрояновым). — Л.: Омис, 1990.
- Русские земли Великого княжества Литовского (до начала XVI века): Очерки истории общества, сословий и государственности // Дисс. докт. ист. наук. — СПбГУ, 1993.
- История Украины и проблемы средневековой восточнославянской государственности // Вестник СПбГУ (Историческая серия). — Сер. 3. — Вып. 2. — № 16. — 1993
- О ранних казачьих сообществах // Вестник СПбГУ (Историческая серия). — Сер. 2. — Вып. 2. — № 9. — 1995.
- К проблеме восточнославянского политогенеза // Ранние формы политической организации: от первобытности к государственности. — М.: Восточная литература, 1995.
- История России. Народ и власть (совм. с проф. А. В. Петровым и В. В. Пузановым). — СПб.: Лань, 1997.
- Владимир Васильевич Мавродин. Страницы жизни и творчества. — СПб.: Филфак СПбГУ, 2001.
- Отечественная история (до 1917 года) (совм. с проф. М. Ф. Флоринским и проф. С. Г. Кащенко). — М.: Гардарики, 2002.
- Русская история с древнейших времён до наших дней (совм. с доц. Е. В. Ильиным, проф. Ю. В. Тотом, проф. Ю. В. Кривошеевым) // Учебное издание. — М.; СПб.: Лань, 2002.
- История России (совм. с проф. Ю. В. Тотом, проф. М. В. Ходяковым). Учебное пособие. — М.: Гардарики, 2007.
- Дворниченко А. Ю. Российская история с древнейших времён до падения самодержавия. Учебное пособие. — М.: Весь Мир, 2010. — 944 с. — ISBN 978-5-7777-0452-8.
- Дворниченко А. Ю. Городская община Верхнего Поднепровья и Подвинья в XI–XV вв.. — М.: «Весь Мир», 2013. — 232 с. — 500 экз. — ISBN 978-5-7777-0522-8.
- Зеркала и химеры о возникновении Древнерусского государства. — СПб.; М., 2014.
- Дворниченко А. Ю. Россия. Загадка истории. — М.: «Весь Мир», 2015. — 240 с. — ISBN 978-5-7777-00642-2.
- Дворниченко А. Ю. Зеркала и химеры. О возникновении древнерусского государства. — СПб.: ЕВРАЗИЯ; М.: ИД Клио, 2017. — 560 с. ISBN 978-5-91852-170-0 (ЕВРАЗИЯ); ISBN 978-5-906518-37-8 (ИД Клио)
- Дворниченко А. Ю. Русский историк Георгий Вернадский. Путешествие в мире людей, идей и событий. — СПб.: ЕВРАЗИЯ, 2017. — 724 с. — ISBN 978-5-8071-0340-1.
- Дворниченко А. Ю. Прощание с Революцией. — М.: «Весь Мир», 2018. — 272 с. — ISBN 978-5-7777-0716-1.
- Дворниченко А. Ю. Rus Lietuvos: Великое княжество Литовское от рассвета до заката. — СПб.: «Евразия», 2019. — 128 с. — ISBN 978-5-8071-0437-3.